# Premios Max
Los Premios Max de las Artes Escénicas, más conocidos como Premios Max, son unos galardones concedidos anualmente a los profesionales en España, con la finalidad de premiar y reconocer la labor de los profesionales y la calidad de las producciones más destacadas en el ámbito de las Artes Escénicas.  
Toman su nombre de Max Estrella, protagonista de Luces de bohemia, de Ramón María del Valle-Inclán, una de las más destacadas obras del teatro español del siglo XX. El Comité Organizador es designado por la SGAE, que creó los Premios en el año 1998. 
Entregados en una gala que sigue una temática distinta cada año y generalmente, tiene un carácter itinerante, cambiando de ciudad en cada edición y convirtiendo ésta en capital anual de las artes escénicas. Esta gala es dirigida por directores de prestigio a nivel nacional e interpretada por conocidos actores en el ámbito escénico, creando escenas teatrales, números musicales e interpretaciones de danza retransmitidas por televisión.
En estos Premios colabora estrechamente la Academia de las Artes Escénicas de España.

## Historia
Siguiendo el modelo de los galardones Molière en Francia, el Premio Laurence Olivier en Gran Bretaña, los Premios Tony de Broadway.
Los ganadores son elegidos entre sus compañeros mediante un proceso de dos rondas de votaciones secretas. El trofeo representa a una manzana con antifaz, diseñado por el poeta y artista Joan Brossa.La entrega se realiza a mitad de temporada, coincidiendo con la primavera.
En el año 1998, la Sociedad General de Autores y Editores (SGAE) decidió celebrar estos Premios por primera vez con una ceremonia en el Palacio de Congresos(Paseo de la Castellana). A partir de entonces, el resto de ceremonias han sido itinerantes, recorriendo las ciudades de Madrid, Barcelona, Sevilla, Bilbao, Valencia, Vigo, Zaragoza, Guadalajara y Gran Canaria.
Los equivalentes en el mundo del cine son los Premios Goya.

## Categorías
- Mejor espectáculo de teatro.
- Mejor espectáculo de teatro musical.
- Mejor espectáculo de danza.
- Mejor espectáculo Infantil.
- Mejor dirección de escena.
- Mejor actor.
- Mejor actriz.
- Mejor actor de reparto.
- Mejor actriz de reparto.
- Mejor autoría teatral: En castellano, catalán o valenciano, euskera y gallego.
- Mejor autoría revelación.
- Mejor adaptación de obra teatral.
- Mejor intérprete masculino de danza.
- Mejor intérprete femenina de danza.
- Mejor dirección musical.
- Mejor composición musical para espectáculo escénico.
- Mejor coreografía.
- Mejor escenografía.
- Mejor figurinista.
- Mejor diseño de iluminación.
- Mejor autoría teatral en catalán o valenciano.
- Mejor autoría teatral en euskera.
- Mejor autoría teatral en gallego.
- Mejor empresa o producción privada de artes escénicas.
- Premio Especial del Público.
- Premio Iberoamericano de las Artes Escénicas.
- Premio Nuevas Tendencias.
- Premio de la Crítica.
- Premio Max de honor.

## Palmarés
- I Edición. Celebrada en el Palacio de Congresos de Madrid, en 1998. El premio al mejor espectáculo teatral fue para Cegada de amor de La Cubana. El mejor musical fue Sweeney Todd que también se lleva los premios a la mejor actriz protagonista Vicky Peña, el mejor director de escena Mario Gas y la mejor escenografía Jon Berrondo. El mejor actor protagonista fue Ramon Fontserè por La increíble historia del Dr. Floit y Mr. Pla. El premio a mejor espectáculo de danza es para Gitano, y el de mejor espectáculo infantil fue para La Tartana, por su espectáculo Frankenstein.

- II Edición. Celebrada en el Auditori de Barcelona, en 1999. El premio al mejor espectáculo teatral fue para Arte, con Carlos Hipólito ganador de la estatuilla al mejor actor. La mejor actriz protagonista fue Berta Riaza por El avaro. El premio al mejor director de escena fue para Josep Maria Flotats por Arte. El premio al mejor musical es para Los Piratas. Antonio Canales y Sara Baras se llevan los premios a las mejores interpretaciones en danza. El premio especial de circo fue otorgado al Circo Raluy.

- III Edición. Celebrada en el Teatro de la Maestranza de Sevilla, en 2000. El premio al mejor espectáculo teatral fue para La reina de belleza de Leenane y su protagonista, Vicky Peña, recibió el Max a la mejor actriz; Chicago consigue la estatuilla al mejor musical y al mejor director Xavier Navarro y Arnau Vilà. El mejor actor protagonista fue Juan Diego por El lector por horas. El premio al mejor bailarín lo recibe Nacho Duato por Multiciplidad.

- IV Edición. Celebrada en el Teatro Arriaga de Bilbao, en 2001. El premio al mejor espectáculo teatral fue para El verdugo, que consigue siete galardones entre los que destacan el premio al mejor actor protagonista para Juan Echanove y de reparto para Alfred Lucchetti. Anna Lizaran gana el de mejor actriz por Esperando a Godot. El mejor musical fue Te quiero, eres perfecto... ya te cambiaré con Víctor Ullate, Xoel Pamos y Carmen Conesa. Antonio Canales se hace con el premio a la mejor interpretación masculina en danza por Amargo y Sara Baras con la femenina por Amargo.

- V Edición. Celebrada en el Teatro Principal de Valencia, en 2002. El premio al mejor espectáculo teatral fue para Panorama desde e puente de Arthur Miller con seis premios incluyendo mejor adaptación Eduardo Mendoza, mejor director de escena (Miguel Narros), iluminación, actor protagonista Helio Pedregal y mejor actriz de reparto Alicia Sánchez. El premio al mejor espectáculo revelación fue para Pan con pan de Zanguango Teatro. El mejor musical fue Hello Dolly. Rafael Amargo se hace con el premio a la mejor interpretación masculina en danza por Amargo.

- VI Edición. Celebrada en el Teatro Caixanova de Vigo, en 2003. El premio al mejor espectáculo teatral fue para París 1940, de Josep Maria Flotats, que también se llevó el premio como mejor director de escena. El mejor musical fue Poe. Rafael Amargo repite premio a la mejor interpretación masculina en danza por Poeta en New York. María Jesús Valdés y Francesc Orella fueron reconocidos como los mejores intérpretes.

- VII Edición. Celebrada en el Palacio de Congresos de Zaragoza, en 2004. El premio al mejor espectáculo teatral fue para Alejandro y Ana, de Animalario (grupo de teatro); la mejor actriz de reparto fue Blanca Portillo por Como en las mejores familias. El premio al mejor director de escena fue para Luis Olmos por Las bicicletas son para el verano. Rafael Amargo repite por tercera vez con el premio a la mejor interpretación masculina en danza por El amor brujo.

- VIII Edición. Celebrada en el Auditorio Buero Vallejo de Guadalajara, en 2005. El premio al mejor espectáculo teatral fue para Sobre Horacios y Curiacios, de Hernán Gené, el mejor actor protagonista fue Héctor Alterio por Yo Claudio. El premio al mejor director de escena fue para Josep Maria Flotats por La Cena.

- IX Edición. Celebrada en el Barcelona Teatre Musical de Barcelona, en 2006. El grupo Animalario vio como su obra Hamelin se alzaba con la mayoría de los galardones en detrimento de otras piezas como Solas que solo vio recompensada el trabajo de Lola Herrera como mejor actriz.

- X Edición. Celebrada en el Palacio Euskalduna de Bilbao, en 2007. El premio al mejor espectáculo teatral fue para La cabra o ¿quién es Sylvia?, con Josep Maria Pou, que también se llevó los premios en Mejor Adaptación de Obra Teatral y Mejor Director de Escena.

- XI Edición. Celebrada en Sevilla, en el Teatro Lope de Vega, en 2008. Mejor Actriz Protagonista: Vicky Peña por Homebody/Kabul y Mejor Actor Protagonista: Francesc Orella por Un enemigo del pueblo.

- XII Edición. Celebrada en Las Palmas de Gran Canaria en 2009. Mejor Actriz Protagonista: Carmen Machi por La tortuga de Darwin; Mejor Actor Protagonista: Javier Gutiérrez por Argelino, servidor de dos amos: Mejor Actriz de Reparto: Noelia Noto por Carnaval: Mejor Actor de Reparto: Paul Berrondo por Germanes.

- XIII Edición. Celebrada en 2010 en el Auditorio 400 del Museo Nacional Centro de Arte Reina Sofía, en Madrid. Dirigió la gala Ernesto Caballero y la presentaron Carlos Hipólito, José Luis Alcobendas, Juan Carlos Talavera, Ángel Ruiz, Lidia Otón, Susana Lupiañez “La Lupi” y Adela Estévez.

- XIV Edición. Celebrada en 2011 en el Gran Teatro de Córdoba. Fue dirigida por Juan Carlos Rubio y presentada por Natalia Millán, Fernando Tejero, Ángel Ruiz, Chema Noci y Toni Cantó.

- XV Edición. Celebrada en 2012 en el Teatro Circo Price de Madrid. Dirigió la gala Olga Margallo y el libreto corrió a cargo de Antonio Muñoz de Mesa.

- XVI Edición. Celebrada en 2013 en Las naves del Español de l Matadero de Madrid.[3] Dirigió la gala Yolanda García Serrano y fue presentada por Álex O'Dogherty. El ganador en Mejor Espectáculo Infantil fue Alegría, palabras de Gloria Fuertes de Teatro de Malta.[4]

- XVII Edición. Celebrada en 2014 en el Teatro Circo Price de Madrid. Dirigida por Mariano de Paco Serrano y con la colaboración de Jimmy Barnatán como maestro de ceremonias.[5]

- XVIII Edición. Celebrada el 18 de mayo de 2015 en la Sala Barts de Barcelona. Dirigida por Esteve Ferrer y presentada por Carmen Conesa, Maria Josep Peris y Teresa Vallicrosa.

- XIX Edición: Celebrada en 2016.

- XX Edición: Celebrada en 2017 en Valencia.
- XXI Edición: Celebrada en 2018 en Sevilla.
- XXII Edición: Celebrada en 2019 en Valladolid.
- XXIII Edición: Celebrada en 2020 en Málaga.
- XXIV Edición: Celebrada en 2021 en Bilbao.
- XXV Edición: Celebrada en 2022 en Menorca.
- XXVI Edición: Celebrada en 2023 en Cádiz.
- XXVII Edición: Celebrada en 2024 en el Auditorio de Tenerife Adán Martín de Tenerife.
- XXVIII Edición: Celebrada en 2025 en el Teatro Gayarre de Pamplona.